# Промјена топонима у Грчкој
Промјена имена места у Грчкој je систематска замена негрчких географских и топографских имена с грчким, као дела политике и идеологије хеленизације. Ове топониме масовно замењују имена из класичне Грчке.
Главни део замењен је од 30-их година 19. века до 1998. године. Већина промена географских и топографских имена је у Северној Грчкој, а друга је у континенталној Грчкој северно од линије Воница—Карпеница—Бодоница—Тополиjа.
Употреба негрчких имена и топонима кажњива је према грчком закону.
Према подацима Института за савремене грчке студије у Атини, између 1913. и 1996. године, у Грчкој су промењена имена 4.413 насеља. Макс Фасмер у свом раду „Словени у Грчкој” наводи 2.142 словенских имена насеља у Грчкој 1941. године.